# Nieoczekiwana zmiana miejsc
Nieoczekiwana zmiana miejsc (ang. Trading Places) – amerykańska komedia filmowa z 1983 roku w reżyserii Johna Landisa.

## Fabuła
Dwaj potentaci rynkowi – bracia Duke zakładają się o to, czy środowisko społeczne ma wpływ na ukształtowanie jednostki. Jednego ze swoich pracowników Louisa WinThorpe’a III spychają do nizin społecznych (wrabiają go w defraudację i handel narkotykami), a miejskiego żebraka Billy’ego Raya Valentine’a wsadzają na jego miejsce. Louis i Billy odkrywają intrygę i postanawiają się zemścić.

## Obsada
- Dan Aykroyd – Louis Winthorpe III
- Eddie Murphy – Billy Ray Valentine
- Ralph Bellamy – Randolph Duke
- Don Ameche – Mortimer Duke
- Paul Gleason – Clarence Beeks
- Jamie Lee Curtis – Ophelia
- Denholm Elliott – Coleman
- Kristin Holby – Penelope
- inni

Ralph Bellamy i Don Ameche wystąpili ponownie w rolach Randolpha i Mortimera w rolach cameo w filmie Książę w Nowym Jorku.

## Nagrody i nominacje
Oscary za rok 1983
- Najlepsza muzyka (adaptacja) – Elmer Bernstein (nominacja)

Złote Globy 1983
- Najlepsza komedia/musical – John Landis (nominacja)
- Najlepszy aktor w komedii/musicalu – Eddie Murphy (nominacja)

Nagrody BAFTA 1983
- Najlepszy aktor drugoplanowy – Denholm Elliott
- Najlepsza aktorka drugoplanowa – Jamie Lee Curtis
- Najlepszy scenariusz oryginalny – Timothy Harris, Herschel Weingrod (nominacja)